# Шорт-трек на зимних Олимпийских играх 2022 — 500 метров (женщины)
Соревнования по шорт-треку среди женщин на дистанции 500 метров на зимних Олимпийских играх 2022 прошли 5 и 7 февраля в Столичном дворце спорта. В соревновании приняли участие 32 спортсменки представляющие 15 НОК. Квалификация на Игры осуществлялась по итогам четырёх этапов Кубка мира 2021/2022.
Олимпийской чемпионкой 2018 года являлась итальянка Арианна Фонтана. Она вновь выиграла золото. Фонтана завоевала медаль на этой дистанции на четвёртых Олимпийских играх подряд. Эта медаль стала для Фонтаны суммарно 10-й в карьере на Олимпийских играх (ни у кого в шорт-треке, кроме неё, нет даже 9).
Сюзанне Схюлтинг завоевала третью в карьере олимпийскую медаль. Ким Бутен стала третьей, как и на Играх 2018 года. Всего это для неё 4-я олимпийская медаль в карьере.

## Медалисты
| Золото                 | Серебро                     | Бронза           |
| Арианна Фонтана Италия | Сюзанне Схюлтинг Нидерланды | Ким Бутен Канада |

## Расписание
Время местное (UTC+8)
| Дата      | Время | Раунд                         |
| --------- | ----- | ----------------------------- |
| 5 февраля | 19:00 | Квалификация                  |
| 7 февраля | 19:30 | Четвертьфинал Полуфинал Финал |

## Рекорды
До начала зимних Олимпийских игр 2022 года мировой и олимпийский рекорды были следующими:
| Мировой рекорд     | Ким Бутен (CAN)     | 41,936 | Солт-Лейк-Сити | 3 ноября 2019   |
| Олимпийский рекорд | Чхве Мин Джон (KOR) | 42,422 | Пхёнчхан       | 13 февраля 2018 |

## Результаты

### Квалификация
В квалификационном раунде участвуют 32 спортсменки, разделённые на 8 забегов по 4 конькобежки в каждом. В следующий раунд соревнований выходят по 2 лучших спортсменки из каждого забега.

#### Забег 1
| Место | Спортсмен        | Страна     | Время  | Примечание |
| ----- | ---------------- | ---------- | ------ | ---------- |
| 1     | Сельма Паутсма   | Нидерланды | 43,472 | Q          |
| 2     | Флоренс Брюнелль | Канада     | 43,477 | Q          |
| 3     | Валентина Ашчич  | Хорватия   | 44,681 |            |
| 4     | Тифани Юо-Маршан | Франция    | 54,758 |            |

#### Забег 2
| Место | Спортсмен         | Страна  | Время  | Примечание |
| ----- | ----------------- | ------- | ------ | ---------- |
| 1     | Фань Кэсинь       | Китай   | 43,275 | Q          |
| 2     | Софья Просвирнова | ОКР     | 43,331 | Q          |
| 3     | Жофия Конья       | Венгрия | 43,905 |            |
| 4     | Гвендолин Доде    | Франция | 45,515 |            |

#### Забег 3
| Место | Спортсмен          | Страна  | Время  | Примечание |
| ----- | ------------------ | ------- | ------ | ---------- |
| 1     | Ким Бутен          | Канада  | 42,732 | Q          |
| 2     | Петра Ясапати      | Венгрия | 42,848 | Q          |
| 3     | Мааме Бини         | США     | 42,919 | q          |
| 4     | Камила Стормовская | Польша  | 44,053 |            |

#### Забег 4
| Место | Спортсмен             | Страна     | Время     | Примечание |
| ----- | --------------------- | ---------- | --------- | ---------- |
| 1     | Сюзанне Схюлтинг      | Нидерланды | 42,379 OR | Q          |
| 2     | Элисон Чарльз         | Канада     | 42,991    | Q          |
| 3     | Мартина Вальчепина    | Италия     | 43,070    | q          |
| 4     | Екатерина Ефременкова | ОКР        | 43,140    |            |

#### Забег 5
| Место | Спортсмен       | Страна | Время   | Примечание |
| ----- | --------------- | ------ | ------- | ---------- |
| 1     | Арианна Фонтана | Италия | 42,940  | Q          |
| 2     | Чжан Юйтин      | Китай  | 43,233  | Q          |
| 3     | Михаэла Грузова | Чехия  | 45,060  |            |
| 4     | Коринн Стоддард | США    | No Time |            |

#### Забег 6
| Место | Спортсмен            | Страна           | Время    | Примечание |
| ----- | -------------------- | ---------------- | -------- | ---------- |
| 1     | Чхве Мин Джон        | Республика Корея | 42,853   | Q          |
| 2     | Мартина Вальчепина   | Италия           | 43,606   | Q          |
| 3     | Патриция Малишевская | Польша           | 44,130   |            |
| 4     | Кэтрин Томсон        | Великобритания   | 1:06,594 |            |

#### Забег 7
| Место | Спортсмен        | Страна           | Время  | Примечание |
| ----- | ---------------- | ---------------- | ------ | ---------- |
| 1     | Ксандра Велзебур | Нидерланды       | 42,563 | Q          |
| 2     | Цюй Чуньюй       | Китай            | 42,691 | Q          |
| 3     | Сумирэ Кикути    | Япония           | 42,829 | q          |
| 4     | Ли Ю Бин         | Республика Корея | 43,141 |            |

#### Забег 8
| Место | Спортсмен      | Страна  | Время  | Примечание |
| ----- | -------------- | ------- | ------ | ---------- |
| 1     | Кристен Сантос | США     | 43,579 | Q          |
| 2     | Елена Серёгина | ОКР     | 43,605 | Q          |
| 3     | Ханне Десмет   | Бельгия | 43,702 | q          |
| 4     | Никола Мазур   | Польша  | 43,732 |            |

### Четвертьфинал
В четвертьфинале участвуют 16 спортсменов, разделённые на 4 забега по 4 конькобежца в каждом. В полуфинал выходят по 2 лучших спортсмена из каждого забега.

#### Забег 1
| Место | Спортсмен          | Страна | Время    | Примечание |
| ----- | ------------------ | ------ | -------- | ---------- |
| 1     | Ким Бутен          | Канада | 42,391   | Q          |
| 2     | Мартина Вальчепина | Италия | 42,891   | Q          |
| 3     | Фань Кэсинь        | Китай  | 1:03,594 |            |
| 4     | Элисон Чарльз      | Канада | 1:07,206 | ADV        |
|       | Флоренс Брюнелль   | Канада | —        | PEN        |

#### Забег 2
| Место | Спортсмен        | Страна     | Время    | Примечание |
| ----- | ---------------- | ---------- | -------- | ---------- |
| 1     | Петра Ясапати    | Венгрия    | 43,476   | Q          |
| 2     | Елена Серёгина   | ОКР        | 43,712   | Q          |
| 3     | Мааме Бини       | США        | 46,099   |            |
| 4     | Сельма Паутсма   | Нидерланды | 1:07,285 |            |
|       | Ксандра Велзебур | Нидерланды | —        | PEN        |

#### Забег 3
| Место | Спортсмен         | Страна           | Время    | Примечание |
| ----- | ----------------- | ---------------- | -------- | ---------- |
| 1     | Арианна Фонтана   | Италия           | 42,635   | Q          |
| 2     | Ханне Десмет      | Бельгия          | 42,991   | Q          |
| 3     | Чжан Юйтин        | Китай            | 54,211   | ADV        |
| 4     | Чхве Мин Джон     | Республика Корея | 1:04,939 |            |
|       | Софья Просвирнова | ОКР              | —        | PEN        |

#### Забег 4
| Место | Спортсмен          | Страна     | Время  | Примечание |
| ----- | ------------------ | ---------- | ------ | ---------- |
| 1     | Сюзанне Схюлтинг   | Нидерланды | 42,922 | Q          |
| 2     | Цюй Чуньюй         | Китай      | 43,029 | Q          |
| 3     | Сумирэ Кикути      | Япония     | 56,092 |            |
|       | Кристен Сантос     | США        | —      | PEN        |
|       | Мартина Вальчепина | Италия     | —      | PEN        |

### Полуфинал
В полуфинале участвуют 8 спортсменов, разделённые на 2 забега по 4 конькобежца в каждом. В финал A выходят по 2 лучших спортсмена из каждого забега, остальные конькобежцы отправляются в финал B.

#### Забег 1
| Место | Спортсмен          | Страна | Время  | Примечание |
| ----- | ------------------ | ------ | ------ | ---------- |
| 1     | Арианна Фонтана    | Италия | 42,387 | QA         |
| 2     | Ким Бутен          | Канада | 42,664 | QA         |
| 3     | Елена Серёгина     | ОКР    | 42,685 | QB         |
| 4     | Элисон Чарльз      | Канада | 42,829 | QB         |
| 5     | Мартина Вальчепина | Италия | 44,044 |            |

#### Забег 2
| Место | Спортсмен        | Страна     | Время  | Примечание |
| ----- | ---------------- | ---------- | ------ | ---------- |
| 1     | Сюзанне Схюлтинг | Нидерланды | 42,475 | QA         |
| 2     | Чжан Юйтин       | Китай      | 43,196 | QA         |
| 3     | Петра Ясапати    | Венгрия    | 43,198 | QB         |
| 4     | Ханне Десмет     | Бельгия    | 55,304 | ADVA       |
|       | Цюй Чуньюй       | Китай      | —      | PEN        |

### Финалы

#### Финал B
| Место | Спортсмен      | Страна  | Время  | Примечание |
| ----- | -------------- | ------- | ------ | ---------- |
| 1     | Елена Серёгина | ОКР     | 42,972 |            |
| 2     | Петра Ясапати  | Венгрия | 43,004 |            |
| 3     | Элисон Чарльз  | Канада  | 43,273 |            |

#### Финал A
| Место | Спортсмен        | Страна     | Время  | Примечание |
| ----- | ---------------- | ---------- | ------ | ---------- |
| 1     | Арианна Фонтана  | Италия     | 42,488 |            |
| 2     | Сюзанне Схюлтинг | Нидерланды | 42,559 |            |
| 3     | Ким Бутен        | Канада     | 42,724 |            |
| 4     | Чжан Юйтин       | Китай      | 42,803 |            |
| 5     | Ханне Десмет     | Бельгия    | 42,941 |            |